# Autoionización molecular
En química, la autoionización molecular (o autoionización) es una reacción química entre moléculas de una misma sustancia para producir iones. Si un líquido puro se disocia parcialmente en iones, se dice que es autoionizante. En la mayoría de los casos, el número de oxidación de todos los átomos en dicha reacción permanece sin cambios. Tal autoionización puede ser prótica (transferencia de H+
), o no prótico.

## Ejemplos

### Solventes próticos
Los disolventes próticos suelen sufrir cierta autoionización (en este caso, autoprotólisis):
- {\displaystyle {\ce {2 H2O <=> H3O+ + OH-}}}
  - La autoionización del agua está particularmente bien estudiada debido a sus implicaciones para la química ácido-base de soluciones acuosas.

- {\displaystyle {\ce {2 NH3 <=> NH4+ + NH2-}}}

- {\displaystyle {\ce {2 H2SO4 <=> H3SO4+ + HSO4-}}}

- {\displaystyle {\ce {3 HF <=> H2F+ + HF2-}}}
  - Aquí la transferencia de protones entre dos HF se combina con la homoasociación de  y un tercer HF para formar HF−

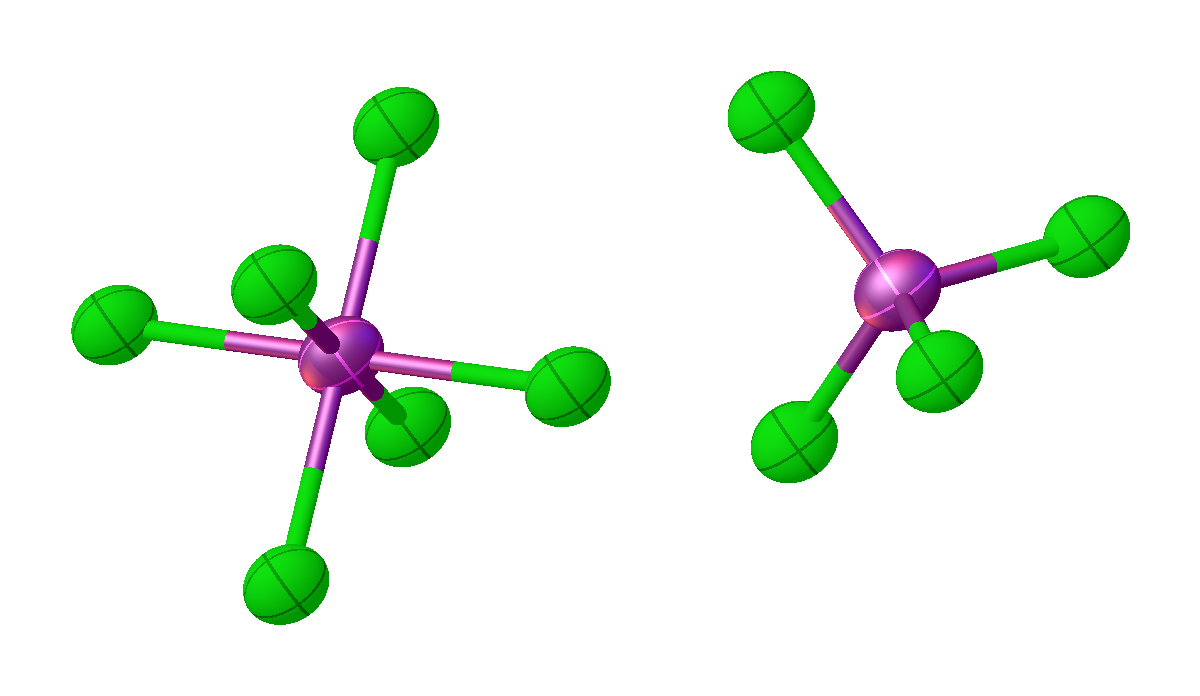
Estructura del pentacloruro de fósforo sólido, que ilustra su autoionización en y.

2

### Disolventes no próticos
- {\displaystyle {\ce {2 PF5 <=> PF6- + PF4+}}}

- {\displaystyle {\ce {N2O4 <=> NO+ + NO3-}}}
  - [3] Aquí los números de oxidación del nitrógeno cambian de (+4 y +4) a (+3 y +5).

- {\displaystyle {\ce {2 BrF3 <=> BrF2+ + BrF4-}}} [1]

Todos estos disolventes poseen átomos con números atómicos impares, ya sean nitrogenoides o halógenos. Dichos átomos permiten la formación de iones no radicales con carga única (que deben tener al menos un átomo de número atómico impar), que son los productos de autoionización más favorables. Los disolventes próticos, mencionados anteriormente, utilizan hidrógeno para esta función. La autoionización sería mucho menos favorable en disolventes como el dióxido de azufre o el dióxido de carbono, que solo tienen átomos de número atómico par.

### Química de coordinación
La autoionización no se limita a líquidos o sólidos puros. Las soluciones de complejos metálicos exhiben esta propiedad. Por ejemplo, compuestos del tipo FeX
2(terpiridina) son inestables con respecto a la autoionización [Fe(terpiridina)
2]2+[FeX
4]2−. 